# Atkinson, New Hampshire
Atkinson är en kommun (town) i Rockingham County i delstaten New Hampshire i nordöstra USA. Atkinson hade 7  087 invånare år 2020. 
Bostonmedlemmen Brad Delp bodde i kommunen.

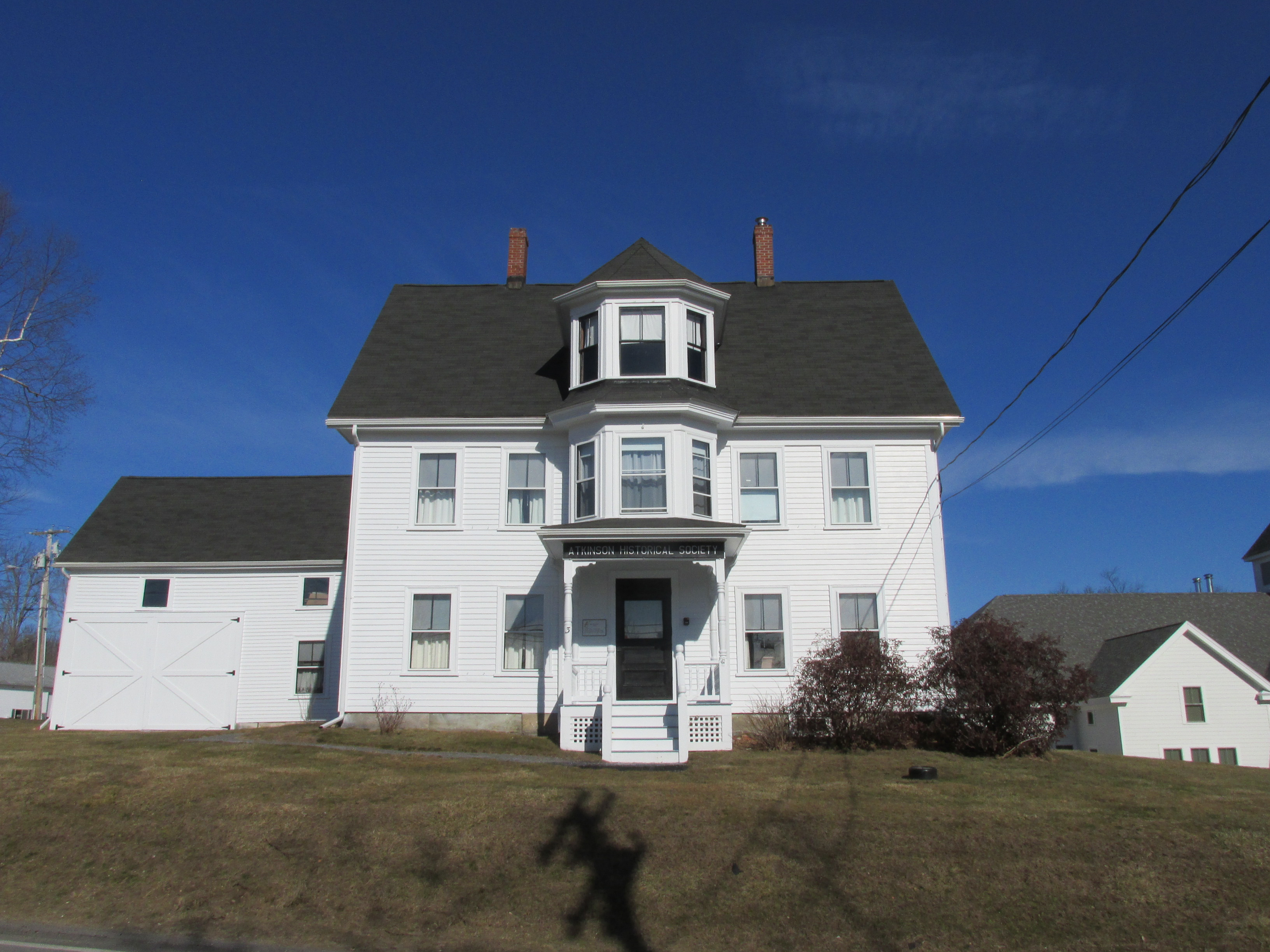
Atkinson Historical Society.